# Golfe des Farallones
Le golfe des Farallones, en anglais gulf of the Farallones, est un golfe de l'océan Pacifique baignant les côtes de Californie et situé face au Golden Gate. Il est situé entre les îles Farallon qui lui ont donné son nom et le continent, plus précisément le littoral de la baie de Drakes. Le golfe des Farallones est intégralement inclus dans le sanctuaire marin national qui porte son nom.

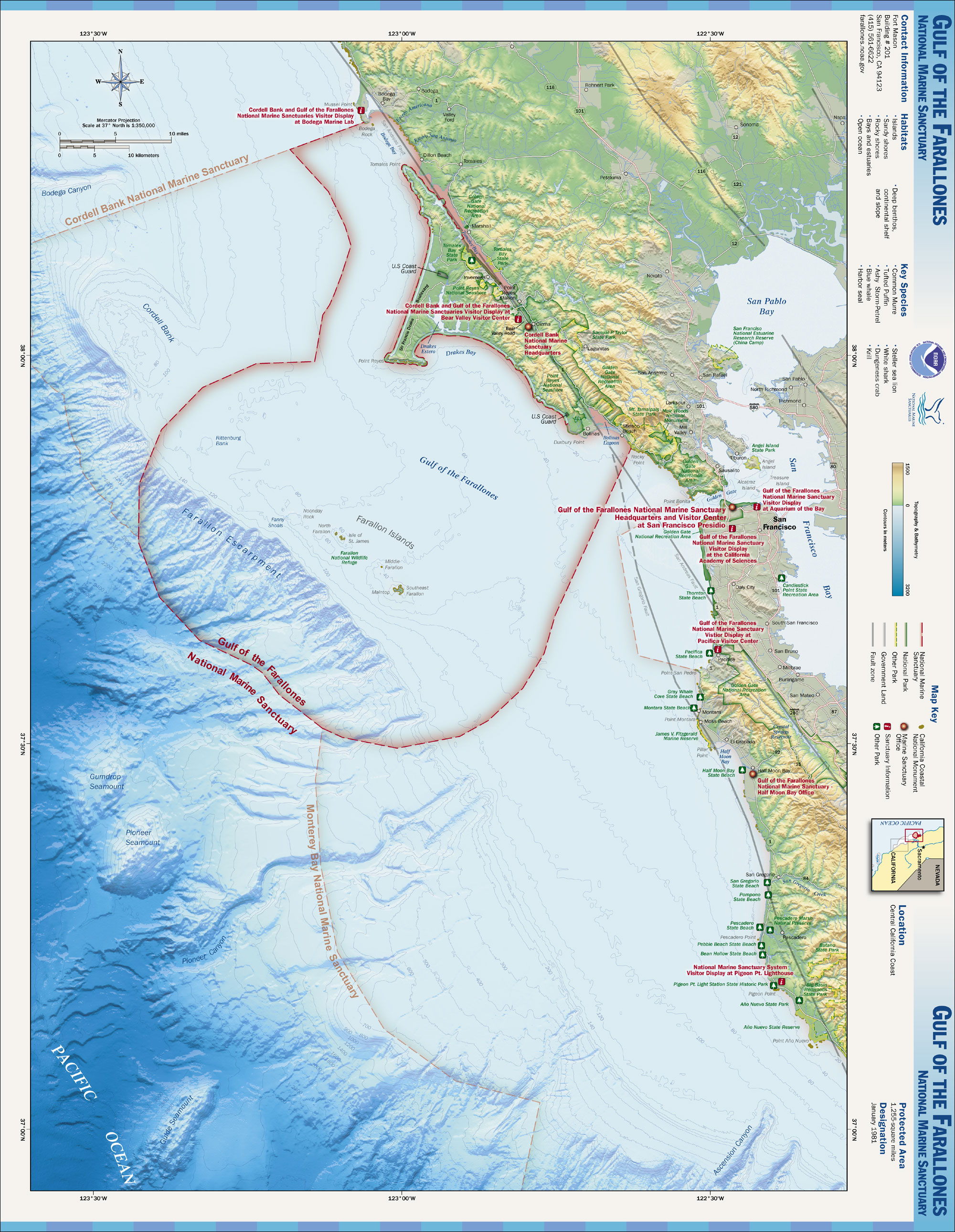
Carte du sanctuaire marin national du golfe des Farallones avec le golfe en lui-même au centre.